# 哈莫尼 (明尼蘇達州)
哈莫尼（英語：Harmony）是一個位於美國明尼蘇達州菲爾莫爾縣的城市。

## 人口
根據2020年美國人口普查的數據，哈莫尼的面積為2.89平方千米，當中陸地面積為2.89平方千米，而水域面積為0.00平方千米。當地共有人口1043人，而人口密度為每平方千米361人。